# Juan Zapata Silva
Juan Ernesto Zapata Silva (9 de mayo de 1964) es un ingeniero, político y Teniente Coronel de Policía (servicio pasivo) ecuatoriano. Fue ministro del Interior, desde septiembre de 2022 hasta noviembre de 2023.  y director general del ECU 911, desde mayo de 2019. Fue secretario de seguridad en la alcaldía de Mauricio Rodas, entre 2014 y 2018.

## Biografía
Juan Zapata nació el 23 de octubre de 1968.
Consiguió su título de bachiller en 1986 en la Unidad Educativa San Felipe Neri, teniendo especialidad tanto en Físico-matemática y como técnico musical del acordeón.
Realizó estudios en la Escuela de Carabineros de Chile. Es ingeniero en Tránsito y Transporte Terrestre en Chile, licenciado en Ciencias de la Ingeniería, y posee un diplomado en Ciencia Política y Gestión Pública por la Universidad de Chile.
Además, es experto en Seguridad Pública y Privada por la Academia de Carabineros de Chile, y posee un título en Alta Gerencia en Seguridad del Departamento de Estado Roswell (Nuevo México).
Tuvo una corta carrera futbolística en la Liga Politécnica.

### Policía
En 1989 comenzó su actividad en la Policía Nacional, donde estaría por 24 años.
En su carrera policial conseguirá reconocimiento tras iniciar una campaña para prevenir los accidentes de tránsito en el país cuando era director del departamento de señalización en la Dirección Nacional de Tránsito. La campaña de los "Corazones Azules" inicia en mayo de 2004, tras una experiencia personal del capitán, donde una niña murió en sus brazos. El entonces capitán se volvería vocero de la policía y sería reconocido por la jerarquía de la policía.
El 18 de diciembre de 2013 dejará, con el rango de teniente coronel, la policía nacional.

### Vida pública
En 2014, ingresa el Municipio del Distrito Metropolitano de Quito. Nombrado como "Secretario General de Seguridad y Gobernabilidad" por Mauricio Rodas, se retoma la campaña de los "Corazones Azules".
En el marco de las elecciones seccionales de 2019 fue indicado como candidato a la alcaldía de Quito o prefecto de Pichincha bajo el auspicio del Movimiento SUMA, pero al final Zapata rechazó esa opción. Finalmente será postulado a la prefectura en una alianza entre Izquierda Democrática, Democracia Sí y el Movimiento Vive.
Director general del ECU 911
El 22 de mayo de 2019 asumió la dirección del Servicio Integrado de Seguridad ECU 911, siendo su objetivo central la repotenciación de este servicio.
Ministro del Interior
El 24 de septiembre de 2022, el presidente Guillermo Lasso lo nombró ministro del Interior del Ecuador; tras varias acontecimientos marcados por la desaparición y asesinato de María Belén Bernal. Asumió el cargo dos días después.